# Kamil Witkowski (piłkarz)
Kamil Witkowski (ur. 9 grudnia 1984 w Lublinie) – polski piłkarz występujący na pozycji napastnika, trener.
Syn Krzysztofa Witkowskiego, również piłkarza.

## Przebieg kariery
Karierę sportową rozpoczął w Lubliniance, następnie wyjechał do Stanów Zjednoczonych, gdzie reprezentował barwy Syracuse Blitz. Po powrocie do Polski grał w Motorze Lublin, rezerwach Wisły Kraków, Orlętach Radzyń Podlaski, Górniku Polkowice, a od 2007 w Cracovii. Przed rundą wiosenną sezonu 2008/09 został wypożyczony do Górnika Łęczna, gdzie rozegrał jedenaście meczów ligowych i zdobył cztery gole. W grudniu 2009 rozwiązał kontrakt z krakowskim klubem.
W kolejnych latach bronił barw Znicza Pruszków, Lublinianki, Lewartu Lubartów.
Po zakończeniu kariery zawodniczej został trenerem dzieci w lubelskim Motorze. W 2020 prowadził seniorski zespół Powiślaka Końskowola.